# Братья Карамазовы
«Бра́тья Карама́зовы» — восьмой и последний роман Ф. М. Достоевского. Роман был напечатан частями в журнале «Русский вестник». Достоевский задумывал работу как первую часть эпического романа «Житие великого грешника». Произведение было окончено в ноябре 1880 года. Писатель умер через два месяца после публикации.

## Сюжет

### Часть первая
Книга первая. История одной семейки. Мелкий помещик Фёдор Карамазов женился на богатой и знатной Аделаиде Миусовой, которая, узнав его ближе, стала презирать и сбежала в Санкт-Петербург, где умерла. От неё остался сын Дмитрий, про которого Карамазов забыл. Сначала мальчика воспитывал слуга Григорий, после чего четырёхлетнего Митю забрали родственники жены. Почти сразу после этого Карамазов во второй раз женился на Софье, безродной воспитаннице генеральши Вороховой. Родив двух сыновей (Ивана, а потом Алексея), она впоследствии также умерла. Детей забрала воспитывать генеральша, а затем — её наследник Ефим Поленов. До встречи с отцом Дмитрий успел бросить гимназию и послужить на Кавказе, Иван проявил успехи в обучении и получил некоторую известность благодаря религиозной статье, Алексей в возрасте двадцати лет ушёл в монастырь к старцу Зосиме. В это время семья Карамазовых впервые собирается вместе.
Книга вторая. Неуместное собрание. В конце августа Фёдор Карамазов, Иван и Пётр Миусов приезжают в скит старца Зосимы. Дмитрий опаздывает. Алёша выходит вместе со старцем. Фёдор Павлович ведёт себя словно шут, постоянно рассказывая истории и анекдоты, и прося за это прощение. Старец оставляет их и выходит к собравшимся бабам, слушает их истории и благословляет. На обратном пути беседует с маловерной помещицей Хохлаковой, дочери которой, Лизе, стало лучше после его молитв. В келье в это время обсуждают религиозную статью Ивана. Появляется Дмитрий. Между ним и отцом сразу возникает скандал из-за наследства и Грушеньки. Старец его останавливает, и все расходятся. В монастыре, куда всех пригласил на обед игумен, происходит ещё один скандал, на этот раз между Фёдором Карамазовым и Петром Миусовым.
Книга третья. Сладострастники. В доме Карамазова живут только они с Иваном. Во флигеле проживают ещё и слуги; это старый Григорий с женой и их приёмный сын Павел Смердяков. Павел был сыном городской юродивой Лизаветы Смердящей, умершей при родах, и по слухам, Фёдора Карамазова. Григорий отмечал его странности в детстве, а после отправил учиться на повара в Москву, вернувшись откуда тот остался служить Карамазову. Дмитрий перехватывает Алёшу по пути к дому отца и рассказывает ему историю про спасение отца Катерины из любви к ней, а также про свою нынешнюю любовь к Грушеньке. Он просит Алёшу объяснить всё Катерине, а также признаться, что украл у неё три тысячи рублей. В доме Карамазова Фёдор, Иван, Алёша и Смердяков с Григорием спорят о религии, после чего отец наедине с сыновьями задумывается о бессмертии. Ворвавшийся в поисках Грушеньки Дмитрий избивает отца. Алёша идёт к Катерине Ивановне, где застаёт и Грушеньку. Между женщинами происходит скандал, в ходе которого Катерина понимает, что собой представляет Грушенька. Алёша передаёт слова Дмитрия и получает письмо от Лизы, в котором та признаётся ему в любви.

### Часть вторая
Книга четвёртая. Надрывы. Старец Зосима при смерти. Алёша снова заходит к отцу, которому уже лучше. По пути к Хохлаковой мальчик на улице бросает в него камни и кусает, не объясняя причины. У Хохлаковой Алёша объясняется с Лизой по поводу её письма. В гостиной Катерина Ивановна ему и Ивану объявляет, что всегда будет любить Дмитрия. Она просит Алёшу отдать двести рублей отставному штабс-капитану Снегирёву, пострадавшему из-за Дмитрия. Снегирёв не берёт денег. Оказывается, что мальчик, кидавший камни в Алёшу, это не кто иной, как сын Снегирёва по имени Илья, видевший, как Дмитрий публично таскал за бороду отца.
Книга пятая. Pro и contra. Вернувшись к Хохлаковой, Алёша сообщает, что скоро покинет монастырь, пообещав в будущем жениться на Лизе. После этого в поисках Дмитрия он подслушивает Смердякова, критически отзывающегося о помещиках и о Дмитрии в частности. Вместо Дмитрия в трактире Алёша находит Ивана. Тот собирается уезжать на следующий день и хочет перед отъездом лучше узнать брата. Иван пытается донести свою точку зрения на жизнь и религию, рассказывает свою поэму «Великий инквизитор», после которой Алёша определяет позицию Ивана как «всё позволено», назвав её бунтом. У дома отца Иван сталкивается со Смердяковым. Тот сообщает, что беспокоится из-за возможного убийства в конфликте Дмитрия с отцом и потому собирается сымитировать припадок, чтобы быть в стороне. Иван понимает, что Дмитрий действительно может убить отца, но всё равно уезжает в Москву.
Книга шестая. Русский инок. Вернувшись в келью старца Зосимы, Алёша успел записать его последнюю беседу с окружающими. Тот рассказал о своём детстве, кадетском корпусе, службе и дуэли из-за девушки, на которой он простил соперника, после чего ушёл в монастырь, а также последующей жизни. Также старец оставил после себя несколько поучений об иноках, господах и слугах, молитве, любви, иных мирах, вере и адском огне.

### Часть третья
Книга седьмая. Алёша. После смерти старца Зосимы Алексей расстроен тем, что тот «провонял», чего не должно было случиться со святым. Его встречает Ракитин и отводит к Грушеньке. Та рассказывает, что вернулся её жених поляк и ждёт её в селе под названием Мокрое. После этого Алексей ненадолго возвращается в монастырь, молится и, в соответствии с повелением покойного старца «пребывать в миру», покидает монастырь.
Книга восьмая. Митя. Дмитрий пытается достать денег, для чего хочет продать лес отца, который у него отказываются покупать. Тогда он пытается занять три тысячи у Хохлаковой, но у той нет таких денег. В поисках Грушеньки Дмитрий в темноте идёт к дому отца. При виде Фёдора Павловича у него мелькает мысль об убийстве. Позже, убегая, он бьёт по голове пестиком слугу Григория. Вернувшись в крови и с деньгами, Дмитрий выпытывает у слуг, что Грушенька уехала в Мокрое. Накупив еды и шампанского, Дмитрий едет туда же и присоединяется к компании Грушеньки. За игрой в карты Грушенька узнаёт, что жених не любит её. Его прогоняют и устраивают пир.
Книга девятая. Предварительное следствие. Внезапное появление у Дмитрия крупной суммы денег и появление его в крови вызвало подозрение. В доме Карамазова находят убитого Фёдора Павловича, которому проломили голову. Подозревают Дмитрия, за которым едут в Мокрое и устраивают предварительное следствие. Дмитрий подтверждает, что ударил Григория, который в итоге выжил, но не признаётся в убийстве отца. После продолжительного допроса он признаётся, что деньги давно украл у Катерины Ивановны, но не потратил сразу. Дмитрию не верят, арестовывают и увозят.

### Часть четвёртая
Книга десятая. Мальчики. История тринадцатилетнего социалиста Коли Красоткина, взявшего под протекцию Илюшу. Илюша убил собаку хлебом с булавкой, потом его отца оттаскал за бороду Дмитрий Карамазов. После нападения на Алексея Илюше стало значительно хуже. Коля убеждает его, что собака осталась жива. Пришедший доктор сообщает, что без дорогого лечения, которое они не могут себе позволить, мальчик скорее всего умрёт. Позже мальчик умирает.
Книга одиннадцатая. Брат Иван Фёдорович. Перед судом Алёша посещает Грушеньку, Хохлакову с Лизой, Ивана и Дмитрия в тюрьме. Лиза больше не любит его. Иван выглядит больным, поэтому Алёша пытается убедить его, что тот не виновен в смерти отца. Иван уже дважды посещал Смердякова, который говорил с ним загадками, намекая на причастность Ивана к смерти отца. После встречи с Алёшей Иван снова идёт к Смердякову, который ему открыто признаётся в убийстве Фёдора Карамазова. Ночью перед судом Смердяков вешается.
Книга двенадцатая. Судебная ошибка. На суде Катерина, Грушенька и Алёша дают показания в пользу Дмитрия. Появляется Иван, который винит в убийстве Смердякова и себя. Катерина теперь больше любит Ивана, чем Дмитрия, поэтому предъявляет записку, в которой пьяный Дмитрий грозился убить отца, если потребуется достать денег. Прокурор обвиняет Дмитрия в убийстве отца, адвокат Фетюкович пытается его защитить. В итоге, присяжные называют Митю полностью виновным в убийстве и приговаривают к двадцати годам каторги в Сибири. Катерина обещает организовать побег. В финале во главе ''Похороны Илюшечки'' читатель читает действие проводов в последний путь Ильи.

## Публикация

### Цензура
Несмотря на то, что Достоевский умер «в разгаре всероссийской и на пороге мировой славы», а также имел надёжную политическую репутацию автора «Бесов», цензурные инстанции России не обошли его стороной. В 1886 году Санкт-Петербургский цензурный комитет запретил печатать для народного чтения отрывок «Рассказ старца Зосимы» из-за «мистически-социального учения, несогласного с духом учения православной веры и церкви и существующим порядком государственной и общественной жизни». В 1896 году рассматривалась возможность включения отрывка «Верующие бабы» в программу училищ. Докладчик отметил несоответствие отдельных моментов романа «ортодоксальной православно-христианской доктрине» и превышение понимания крестьянских детей. В 1898 году на заседании Учёного комитета была отвергнута идея разрешить местным управлениям определять допустимые книги для народных читален. Докладчик отметил, что в «Братьях Карамазовых» обычный читатель найдёт «ряд эксцентрических личностей <…> рассказов или разговоров <…> длинный ряд мыслей и суждений по разным вопросам философско-богословным и церковно-гражданским». В итоге вердикт цензоров был: «полное собрание сочинений Ф. М. Достоевского, значащееся ныне в каталогах книг для сих читален, исключить из него при следующем издании этого каталога».

## Персонажи
Литературовед Георгий Фридлендер отметил, что характеры персонажей романа казались современникам писателя «исключительными, нарочито взвинченными и неправдоподобными». Публицист и литературный критик Николай Михайловский упрекал Достоевского «в нарочитой жестокости» по отношению к своим героям, которые подвергаются «ненужным мучениям».

### Фёдор Павлович Карамазов
В отличие от прочих персонажей романа, сведений о прототипе Фёдора Карамазова достаточно мало. По мнению литературоведа и критика Аркадия Долинина, судя по отдельным чертам, его прототипом мог быть сотрудник журналов «Время» и «Эпоха» Пётр Горский. По мнению Любови Достоевской, дочери писателя, некоторые общие черты совпадают с отцом самого Достоевского, в размышлениях о котором и создавался тип Фёдора Карамазова.
По мнению филолога Моисея Альтмана, полный прототип Фёдора Карамазова — Дмитрий Николаевич Философов, свёкор Анны Философовой, которая дружила с Достоевским, и поэтому писатель хорошо знал подробности жизни Дмитрия Философова. Для обоих, персонажа и его прототипа, характерно вольнодумство и сладострастие. Философов, как и Фёдор Карамазов, был дважды женат, и обе жены умерли раньше него. Как и у Карамазова, первая была красавицей, а вторая робким существом, которое «всё стерпит и смолчит». У Философова было три сына, младший из которых по характеру и взаимоотношениям с отцом напоминает Алексея Карамазова. Старшего сына Николая отец лишил наследства под тем предлогом, что уже выдал ему достаточно денег. Это схоже с историей Дмитрия Карамазова. Отношения между отцом и старшим сыном были обострены и доходили до угроз убийства друг друга, аналогичных угрозам Дмитрия и Фёдора Павловича Карамазовых.

### Братья
По мнению критика и литературоведа Константина Мочульского, братья Карамазовы отразили три аспекта и три последовательных этапа эволюции личности самого Достоевского — ранний, романтический (Дмитрий), атеистический (Иван), поздний (Алёша). Иными словами, создатель романа послужил прототипом каждого из трёх братьев.
На этот счёт, однако, высказывались и другие мнения.

#### Иван Карамазов
По мнению филолога Моисея Альтмана, прототипами Ивана Карамазова послужили Иван Шидловский и Владимир Соловьёв. Достоевский подчёркивал важность дружбы с Иваном Шидловским, основные характерные особенности которого можно обнаружить в одном из братьев Карамазовых. Шидловский так же, как и Иван Карамазов, занимался историей церкви и имел весьма противоречивую натуру, особенно в религиозных вопросах, где его искренняя вера периодически сменялась временным скептицизмом. Кроме того, для Шидловского приверженность к романтизму «выражалась в культе шиллеровской поэзии», фрагмент которой случается цитировать и Карамазову. Исходя из этих признаков и характерного для Достоевского использования имён прототипов, Альтман отметил, что сознательно или бессознательно писатель использовал в качестве прототипа Ивана Шидловского. В то же время известно утверждение жены Достоевского, Анны Григорьевны, что прототипом Ивана послужил философ Владимир Соловьёв, что, впрочем, из-за их «почти тождественности» в восприятии Достоевского, по мнению Альтмана, только подтверждает версию с Шидловским, которого, по признанию писателя, ему напоминал философ Соловьёв.

#### Алексей Карамазов
Так как Алексей является главным героем романа, то по мнению филолога Моисея Альтмана, смысл фамилии «Карамазов» скрыт именно в его образе. Один из теоретиков черносотенного движения Константин Головин, а позже советский литературовед Леонид Гроссман писали о предполагаемой «не столь миролюбивой» роли персонажа, намекая на Дмитрия Каракозова, покушавшегося на императора Александра II. Поэт и историк литературы Пётр Вейнберг отмечал, что это покушение произвело на Достоевского сильное впечатление. По словам Алексея Суворина, писатель планировал после монастыря сделать Алёшу революционером, которого бы казнили за политическое преступление. Тем самым он повторил бы судьбу Каракозова.
Он долго говорил на эту тему и говорил одушевленно. Тут же он сказал, что напишет роман, где героем будет Алеша Карамазов. Он хотел его провести через монастырь и сделать революционером. Он совершил бы политическое преступление. Его бы казнили. Он искал бы правду и в этих поисках, естественно, стал бы революционером
Последнее утверждение, однако, подвергается сомнению и критике.
По поводу происхождения имени было озвучено несколько вариантов. Так, Дмитрий Каракозов конспиративно был известен как Алексей Петров. С другой стороны, Леонид Гроссман отметил, что литературным прототипом Алёши мог стать инок Алексей, герой романа Жорж Санд «Спиридон». Владимир Поссе предположил, что прототипом Алёши также мог послужить молодой Алексей Храповицкий (впоследствии митрополит Антоний), подолгу общавшийся с писателем. Кроме того, по мнению филолога Моисея Альтмана, имя героя могло быть взято от Алексия, человека Божьего, так как Достоевский планировал писать книгу соответствующего направления, а самого персонажа подобным образом несколько раз называют окружающие.

### Павел Смердяков
Слуга Карамазовых и, по слухам, незаконный сын Фёдора Павловича от Лизаветы Смердящей, юродивой, прототипом которой послужила юродивая Аграфена из деревни Достоевских «Дарового». Прототипом Павла в детстве послужил ребёнок из соседнего села Моногарова, любивший «рядиться в священника» и «служить что-нибудь». Взрослый Смердяков создан на основе рассказов среди дворян об убийствах «опасно умными слугами» своих господ. В «Братьях Карамазовых» Смердяков также учится у Ивана, что всё позволено.

### Старец Зосима
По мнению Моисея Альтмана, однозначно указать прототип старца Зосимы нельзя. Одним из прообразов послужил иеромонах Амвросий Оптинский, с которым дважды наедине общался писатель. На него указывали жена Анна Достоевская, исследователь Достоевского Аркадий Долинин и критик Василий Розанов. Прообразом поучений Зосимы послужили поучения епископа Тихона Задонского, о чём в одном из писем упомянул сам автор. Литературовед Леонид Гроссман, на основании характерного для Достоевского использования имени прототипа, также указывал на схимонаха Зосиму Тобольского как на возможного прототипа старца. По мнению Альтмана, литературным прообразом также послужил монах Пимен из пушкинского «Бориса Годунова».

### Прочие персонажи
Среди прочих персонажей — Великий инквизитор, Грушенька, Катерина Ивановна Верховцева, Михаил Ракитин, Екатерина Осиповна Хохлакова, Лиза Хохлакова, Отец Ферапонт и другие.

## Критика

### Отношение иностранных коллег
- Бельгийский поэт и один из основателей символизма Эмиль Верхарн заявил, что из всех романов Достоевского его «всего более пленяют» «Братья Карамазовы». По мнению критика, благодаря характерам Ивана и Смердякова роман примыкает «к великому племени персонажей Шекспира и Бальзака». «Это трепещущее и окровавленное человечество; это сверхострая патетика; это ясновидение, прозревающее всё — сквозь мглу и ночь» — отметил Эмиль Верхарн[16].
- Американский писатель Фрэнсис Скотт Фицджеральд признавал, что «любил больше других европейцев» Достоевского, знакомство с которым состоялось именно после прочтения «Братьев Карамазовых». Роман потряс Фицджеральда, в письме своей дочери он советовал ей прочитать его, чтобы она могла увидеть «каким может быть роман»[17]. Писатель отметил, что на его роман «Великий Гэтсби» во многом повлияла мужественная манера романа Достоевского[18].

### Сюжет
Главные события романа происходят в заштатном провинциальном городке Скотопригоньевске, о чём читатели узнают только в четвёртой части романа (книга одиннадцатая, глава «Больная ножка»).
Роман включает в себя сложную, отлично выстроенную и психологически выверенную детективную историю, при этом в канве детективного сюжета обыкновенное (на первый взгляд) уголовное происшествие не только сплетается с историей любовного соперничества, но и встраивается в общую картину современного Достоевскому общества. Сюжет сложен и ветвится: от основного сюжета отделяются побочные линии.
Преступление, о котором идёт речь — убийство Фёдора Павловича Карамазова, человека пожилого и весьма состоятельного. Почву для этого преступления подготовило соперничество между Фёдором Павловичем и его сыном Дмитрием из-за Грушеньки Светловой.
Адвокат Мити Фетюкович (его прототипом был реальный юрист В. Д. Спасович) сумел подмарать нравственную репутацию всех прокурорских свидетелей, тем самым стараясь подмарать и их показания. Обращаясь к присяжным он заявил: «Лучше отпустить десять виновных, чем наказать одного невинного», но на присяжных-скотопригоньевцев его красноречие впечатления не произвело и Митя Карамазов получил свои 20 лет рудников.
Доктор филологических наук Вадим Рак отмечает юридическую ошибку, допущенную в ходе процесса Дмитрия Карамазова. Действующий Устав уголовного судопроизводства 1864 года запрещал допрашивать приглашённых экспертов в качестве свидетелей. Однако, на суде в романе эксперт доктор Герценштубе, «спрошенный уже как свидетель, совершенно неожиданно вдруг послужил в пользу Мите». Критик указывает на тот факт, что Достоевский знал о подобной ошибке, произошедшей с Екатериной Корниловой, и принял участие в решении её дела, закончившегося оправдательным приговором. Исходя из этого Рак приходит к выводу, что писатель мог допустить подобную ошибку в своём романе умышленно, и предполагает, что эта ошибка могла повлечь обжалование решения суда и послужить деталью к продолжению романа.

### Жанр
Исследователь творчества Достоевского доктор филологических наук Валентина Ветловская отмечает, что тема романа «Братья Карамазовы», которой является уголовное происшествие, раскрывается «по законам детективного жанра». В произведении присутствуют интригующее начало и завязка во вступлении; события, приводящие к «катастрофе»; умолчание относительно преступника; развязка с выяснением личности преступника. В то же время, по мнению Ветловской, замысел Достоевского, идейная доминанта романа, «не в перипетиях детективного сюжета, а в нравственно-философской и социально-публицистической тематике, которую этот сюжет вбирает». Сюжет служит только организации материала романа, подчиняется идейной доминанте и отходит в ряд приёмов её выражения, вследствие чего «передаваемая сюжетом тема не может быть бесспорным показателем жанра». По мнению литературоведа Леонида Гроссмана, «исходным пунктом в романе Достоевского является идея. Отвлеченный замысел философского характера служит ему тем стержнем, на который он нанизывает многочисленные, сложные и запутанные события фабулы».
По мнению Ветловской, в силу подчинённости детективного сюжета философско-публицистической доминанте, роман скорее близок к философско-публицистическим жанрам. Различные идеи претворяются в художественные факты таким образом, чтобы сохранить идейную суть. Мысль автора «воздействует одновременно и на ум читателя, и на его чувство». Ветловская отмечает, что этот основной принцип повествования в философско-публицистических произведениях связывает их поэтическую систему с ораторскими жанрами. Авторское слово имеет главное значение, в то же время не игнорируя и даже вводя в текст чужие мнения.

### Вымышленный рассказчик
Повествование в романе ведётся от лица вымышленного рассказчика, что по мнению филолога Валентины Ветловской, служит прежде всего впечатлению достоверности рассказа, что важно для авторской мысли в философско-публицистическом произведении. У Достоевского рассказчик близок к героям, живёт с ними в одном городе, кого-то знает сам, а о других имеет точные сведения, либо свидетельства окружающих. Кроме того, такой рассказчик «скрывает личность истинного автора». Рассказчик Достоевского бывает наивен и простодушен, но одновременно, является моралистом, нравственно оценивающем излагаемые факты. Ветловская подчеркивает, что он «лишен того подчеркнутого бесстрастия, которое отличает повествования Пушкина и Щедрина». В отличие от рассказчиков этих авторов, ориентированных на историю, рассказчик Достоевского — биограф, интересующийся частной жизнью людей. По мнению Ветловской, он напоминает житийного повествователя, хотя и отличается беспокойством о значении героя романа в глазах читателя. Как и житийный повествователь, рассказчик Достоевского отделен от главных героев на протяжении всего романа, что способствует «высокой авторской задаче, его стремлению представить в главных своих героях некий морально-философский синтез современной ему России».
Ветловская отмечает, что несмотря на введение рассказчика для скрытия автора, его различие с автором «не касается главных в идейном отношении моментов рассказа: характеристик героев, объяснения побудительных причин и следствий событий». Из-за отсутствия явной грани между Достоевским и рассказчиком в романе личность последнего не интересует автора сама по себе. Осведомленность рассказчика и степень его близости к героям романа остаются необъяснёнными. По мнению Ветловской, цели убеждения в достоверности истории рассказчика служит его «незнание» отдельных моментов. Для закрепления необходимого впечатления несколько позже рассказчик возвращается к сказанному уже без оговорок «не знаю». Когда рядом оказываются несколько несовместимых друг с другом заявлений рассказчика, значение «первого из них уничтожается последующим или несколькими последующими заявлениями». Неуверенность рассказчика во второстепенных для выражения авторской мысли обстоятельствах служит впечатлению достоверности, а её фиктивный характер по отношению к авторской мысли вскрывается с иронией или очевидностью. Похожим приёмом, служащим «впечатлению достоверности, объективности и беспристрастия», у рассказчика Достоевского является апелляция к мнению других лиц.

### Художественные особенности
Филолог Ирина Белобровцева отметила чрезвычайную скупость Достоевского при использовании мимики и жестов персонажей, что иногда может приводить к тому, что один и тот же жест или мимическое движение может многократно повторяться. В «Братьях Карамазовых» у Ивана, Грушеньки, Илюши и других персонажей сверкают глаза, что по мнению филолога, может быть связано с традицией авантюрного романа. В целом, в романе решающее значение отдано слову и диалогу, а количество жестов сведено к минимуму. Больше всего жестов присутствует в сцене разговора Ивана Карамазова и Смердякова.
Литературовед Георгий Фридлендер рассмотрел использованный в романе метод «психологического объяснения» человеческих поступков, разъяснённый в сцене суда и различных других эпизодах самим писателем, который, однако, полагал его недостаточно глубоким. В сцене суда прокурор, защитник и свидетели пытаются объяснить характер и мотивы Дмитрия Карамазова, при этом вспоминая его прошлое, либо описывая возможное преступление. На протяжении романа все персонажи также получают от рассказчика или других персонажей некоторые психологические характеристики, при этом ни одна из них не даёт полного представления о персонаже. Все персонажи оказываются сложнее любой предшествующей характеристики, в которой оказывается только некоторая часть правды, а не вся в целом.
Для творчества Достоевского характерно отметить начальное расположение персонажей и предметов перед началом разговора, после чего писатель не заботится об этом. Так, в одной из центральных сцен романа, в которой происходит диалог Ивана и Алексея, Достоевский детально изображает помещение, в котором находился Иван, однако, после начала разговора на протяжении нескольких десятков страниц нет ни одной предметной детали. Только по завершении диалога упоминается, что они вышли на крыльцо. Таким образом, некоторый «надмирный» смысл диалога отменяет все первоначальные установки предметного окружения. В начале шестой книги сам автор прямым текстом говорит об исключении в дальнейшем всего предметного из повествования: «Вся речь старца в записке этой ведется как бы беспрерывно, словно как бы он излагал жизнь свою в виде повести, обращаясь к друзьям своим, тогда как <…> велась беседа в тот вечер общая, и хотя гости хозяина своего мало перебивали, но всё же говорили и от себя <…> к тому же и беспрерывности такой в повествовании сем быть не могло, ибо старец иногда задыхался, терял голос и даже ложился на постель свою <…> Раз или два беседа прерывалась чтением Евангелия».

### Значение
Французский дипломат и литературный критик Эжен де Вогюэ полагал, что значение романа «Братья Карамазовы» не столько в анализе социальных, нравственных и психологических проблем, сколько «в отражении особых, незнакомых западному человеку метафизических свойств „русской души“».

## Философские вопросы в романе
Три брата, Иван, Алексей (Алёша) и Дмитрий (Митя), «заняты разрешением вопросов о первопричинах и конечных целях бытия», и каждый из них делает свой выбор, по-своему пытаясь ответить на вопрос о Боге и бессмертии души.
Ответ Ивана
— Неужели вы действительно такого убеждения о последствиях иссякновения у людей веры в бессмертие души их? — спросил вдруг старец Ивана Федоровича.
— Да, я это утверждал. Нет добродетели, если нет бессмертия.
— Блаженны вы, коли так веруете, или уже очень несчастны!
— Почему несчастен? — улыбнулся Иван Федорович.
— Потому что, по всей вероятности, не веруете сами ни в бессмертие вашей души, ни даже в то, что написали о церкви и о церковном вопросе.
Образ мысли Ивана нередко подытоживают одной фразой: «Если Бога нет, всё позволено», которую (в различных её вариантах) иногда признают самой известной цитатой из Достоевского, хотя в именно таком виде она отсутствует в романе. В то же самое время эта мысль «проведена через весь огромный роман с высокой степенью художественной убедительности».
Достоевский, по сути, разделяет её со своим персонажем. Тем не менее различие между Достоевским и Иваном состоит в том, что Достоевский, пройдя в молодости через атеизм, выбрал путь веры в Бога, в то время как Иван в бессмертие души не верит и страдает от своего неверия (см. врезку).
Ответ Алёши
Алёша, в отличие от своего брата Ивана, «убеждён в существовании Бога и бессмертии души» и решает для себя: «Хочу жить для бессмертия, а половинного компромисса не принимаю».
Ответ Дмитрия
К тем же мыслям склоняется и Дмитрий Карамазов. Дмитрий чувствует «невидимое участие в жизни людей мистических сил» и говорит: «Тут дьявол с Богом борется, а поле битвы — сердца людей».
Но и Дмитрий временами не чужд сомнений: «А меня Бог мучит. Одно только это и мучит. А что как Его нет? Что, если прав Ракитин, что это идея искусственная в человечестве? Тогда, если Его нет, то человек шеф земли, мироздания. Великолепно! Только как он будет добродетелен без Бога-то? Вопрос! Я всё про это».

### Значение земли
Доктор филологических наук Владимир Туниманов подчеркнул характерное творчеству Достоевского особое значение земли в жизни человека, в значительной степени проявившееся в исповеди Дмитрия Карамазова. Писатель задумывался над «сакраментальной зависимостью» нравственной составляющей человека от его отношения к земле. По мнению Туниманова, для Достоевского земля и почва — «понятия мифологические, „поэтические“».

### Антиномии Канта и «проклятые вопросы» в романе
Впервые на скрытую полемику Достоевского с философией Канта обратил внимание Я. Э. Голосовкер в работе «Достоевский и Кант», а затем — другие исследователи. По их мнению, сама проблематика вопросов, мучающих братьев Карамазовых, идентична четырём главным антиномиям «Критики чистого разума»:
- Сотворён ли мир и конечен — Мир вечен и бесконечен?
- Есть ли бессмертие — Бессмертия нет и всё разрушимо?
- Свободна ли воля человека — Нет свободы, а есть одна естественная необходимость (закон природы)?
- Есть ли Бог и Творец мира — Нет Бога и Творца мира?

Невозможность разрешить одним только разумом эти вопросы подводит, по мнению Голосовкера, читателя романа к мысли, что чёрт в романе тождествен с Кантом — оба они стремятся запутать человека в его моральном выборе метаниями между Тезисом и Антитезисом и свести, в итоге, с ума.

## Адаптации

### Постановки в театре
- «Братья Карамазовы»  (театр им. Моссовета 1979) — спектакль П. Хомского, Фёдор Карамазов — Ростислав Плятт, Смердяков — Геннадий Бортников.
- «Братья Карамазовы (Скотопригоньевск)» (1997) — спектакль Юрия Любимова, Театр на Таганке.
- «Братья Карамазовы» (1932) — опера чешского композитора Отакара Еремиаша.
- «Карамазовы и ад» (театр Современник, 1996) — композиция и режиссура Валерия Фокина, пьеса Николая Климонтовича, действующие лица и исполнители: Папаша Карамазов — Игорь Кваша, Старший брат — Сергей Гармаш, Средний брат — Евгений Миронов.
- «Братья Карамазовы» (2008) — опера русского композитора Александра Смелкова.
- «Карамазовы» (1995) — балет русского хореографа Бориса Эйфмана.
- «Мальчики» («Студия театрального искусства») (2004) — композиция и постановка Сергея Женовача, спектакль по десятой книге романа, обладатель премии «Хрустальная Турандот» за режиссуру
- «Братья Карамазовы» (яп. カラマーゾフの兄弟, 2008) — японский мюзикл, режиссёр Сайто Ёсимаса, композитор — Тэрасима Тамия.
- «Брат Иван Фёдорович» («Студия театрального искусства») (2011) — спектакль по четвёртой части одиннадцатой книги «Братьев Карамазовых» (день до суда), режиссёр Сергей Женовач
- «Карамазовы» (МХТ им. А. П. Чехова) (2013) — спектакль — фантазии режиссёра К. Богомолова на тему романа Ф. Достоевского, режиссёр К. Богомолов.
- «Братья Карамазовы» (2015 г. Фёдор Достоевский. Роман в трёх действиях. Санкт-Петербургский театр Мастерская, режиссёр Григорий Козлов).
- «Братья Карамазовы» (2017, Небольшой драматический театр)- режиссер Л.Б. Эренбург.
- «Братья Карамазовы» (театр драмы им. Ф. Волкова, 2018) — режиссёр Роман Мархолиа, роль Федора Карамазова исполнил Владимир Майзингер.[51]
- «КарамазоВы» (2018) — рок-опера; режиссёр, автор музыки, либретто и исполнитель роли Дмитрия Карамазова — Александр Рагулин
- «Братья Карамазовы» (2020) — спектакль Льва Додина, Малый Драматический Театр, Санкт-Петербург.
- «Карамазовы. Брат Дмитрий» (2021) - спектакль режиссера Александра Вельмакина, постановка Геннадия Шапошникова, Театр на Покровке, Москва. [52]

### Постановки
Цензура не пропускала подавляющее большинство инсценировок романов Достоевского, усматривая в них «сплошной протест против существующего общества», и «Братья Карамазовы» были многократно запрещены к постановке на сцене. Так, уже в 1881 году инсценировка Вольфсона была отклонена с комментарием: «Чудовищное преступление отцеубийства, в котором принимают самое деятельное или бессознательное участие трое сыновей, по мнению цензора, не может быть производимо на сцене». В 1885 году тайный советник Фридберг запретил постановку драмы Мердера, отметив что реализм романа представляет собой «что-то нравственно ядовитое», а сам роман «ложится позорным пятном на русское помещичье сословие». В дальнейшем, как постановки всего романа, так и отдельных сцен запрещались с тем же пояснением. Впервые разрешение на постановку в театре в 1899 году получила инсценировка Сутугина. При этом было наложено ограничение на постановку только в провинции и «с особого разрешения».

### Экранизация
- Братья Карамазовы (1915) (Россия, режиссёр Виктор Туржанский)
- Братья Карамазовы / (нем. Die Brüder Karamasoff, 1920) (Германия, режиссёры Карл Фрейлих, Дмитрий Буховецкий)
- Убийца Дмитрий Карамазов / Der Mörder Dimitri Karamasoff:' 1931 (Германия, режиссёры Фёдор Оцеп и Эрих Энгельс)
- Братья Карамазовы / Les Frères Karamazoff 1931 (Франция, режиссёр Фёдор Оцеп)
- Братья Карамазовы / / I fratelli Karamazoff, 1947) (Италия, режиссёр Джакомо Джентиломо)
- Братья Карамазовы 1958) (снят в 1957) (США, режиссёр Ричард Брукс)
- Братья Карамазовы / The Brothers Karamazov 1965, (Великобритания, режиссёр Алан Бриджес
- Братья Карамазовы / Los hermanos Karamazov 1965, Испания, режиссёр Педро Амалио Лопес[исп.] (эпизод  сериала «Роман»   |
- Братья Карамазовы / Vasvaseye sheitan 1967 (США, Канада, Иран), режиссёр Тони Зарриндаст[англ.]
- Братья Карамазовы / Gebroeders Karamazow (Бельгия, 1968) режиссёр Антон Петерс[нидерл.]
- Братья Карамазовы (премьера 1969) (СССР, режиссёры Иван Пырьев, Михаил Ульянов, Кирилл Лавров)
- Братья Карамазовы / Les Frères Karamazov — телевизионный фильм Марселя Блюваля (Франция, 1969)
- Братья Карамазовы / I fratelli Karamazov — микросериал Сандро Больки[итал.] (Италия, 1969) — онлайн Архивная копия от 2 октября 2016 на Wayback Machine
- Братья Карамазовы (ТВ) / Los hermanos Karamazov, режиссёр  Марсело Домингес (эпизод телесериала «Великие романы» / Las grandes novelas (Аргентина, 1972)
- Судебные дела[порт.], режиссёры Эдисон Брага[порт.] и Алваро Фигуин (Бразилия, 1976)), сериал по мотивам романа Достоевского
- Великий инквизитор / The Grand Inquisitor (ТВ) —  экранизация одноимённой притчи из романа Фёдора Достоевского «Братья Карамазовы» (Великобритания, 1977)
- Великий инквизитор (ТВ) —  экранизация одноимённой притчи из романа Фёдора Достоевского «Братья Карамазовы» Режиссёр Рауль Сангла[фр.]  (Франция, 1979)
- Мальчики (СССР, 1990, режиссёры Ренита Григорьева, Юрий Григорьев) — по одноимённой десятой книге романа
- Инквизиция (ТВ) —  экранизация  притчи из романа Фёдора Достоевского «Братья Карамазовы» Великий инквизитор Режиссёр Бетсан Моррис Эванс (Великобритания, 2002)
- Легенда о Великом Инквизиторе —  экранизация  притчи из романа Фёдора Достоевского «Братья Карамазовы» Великий инквизитор. Режиссёр Игорь Штернберг, в роли Великого инквизитора Михаил Ульянов (Россия, 2004)
- Братья Карамазовы (2008, Россия, режиссёр Юрий Мороз)
- Карамазовы (Чехия, 2008, режиссёр Пётр Зеленка)
- Братья Карамазовы (фильм, 2008, режиссёр Найджел Томм':) (США)
- Карадаглар (Karadağlar, 2010, сериал, по мотивам романа «Братья Карамазовы») (Турция, режиссёр Огузхан Терджан)
- Братья Карамазовы (カラマーゾフの兄弟, сериал, 2013) (Япония), режиссёры Дзюнъити Цудзуки, Сёсукэ Мураками, Гэнта Сато
- Братья Карамазовы: бунт  режиссёр Роман Отырба Россия 2018
- Братья Карамазовы фильм-балет  Бориса Эйфмана на музыку С. В. Рахманинова, Рихарда Вагнера и М. П. Мусоргского, Россия, 2019

### Аудиокнига
Существуют аудиоверсии романа в исполнении Кирилла Радцига, Юрия Заборовского, Владимира Шевякова, Алексея Борзунова.

## Музей романа в Старой Руссе
В 2018 году в Старой Руссе, где была написана бо́льшая часть романа, открылся посвящённый ему музей. Он расположен в двухэтажном особняке XIX века, известном как «дом Беклемишевского». Шесть экспозиционных залов содержат экспонаты, связанные с пребыванием Достоевского в Старой Руссе, а также предметы быта, мебель, фотографии и иллюстрации, воссоздающие образы и атмосферу романа. Это первый в России музей, посвящённый одному произведению Достоевского.